# Tribunale regionale delle acque pubbliche
Il Tribunale regionale delle acque pubbliche è un organo giurisdizionale italiano di primo grado con competenza speciale in materia di acque pubbliche, demanialità dei fondi e corsi d'acqua.

## Storia
Tale organo venne istituito con il decreto legislativo 20 novembre 1916 n. 1664, che prevedeva all'art. 34, venne stabilita una competenza eterogenea relativa a controversie sulla demanialità delle acque, ai limiti dei loro corsi, alvei e sponde, alle derivazioni ed utilizzazioni di acque pubbliche, ai ricorsi avverso i provvedimenti definitivi adottati dall'amministrazione in materia di acque pubbliche, e simili. Venne previsto un doppio binario tra diritti soggettivi e interessi legittimi: per i primi al fine di assicurare un doppio grado di giurisdizione alle controversie che prima del 1916 erano attribuite ai tribunali ordinari, vennero istituiti otto tribunali regionali con gli artt. 65 e 66 del RD 9 ottobre 1919. n. 2161; per i secondi giudicava in un unico grado il Tribunale Superiore delle acque pubbliche, che effettuava altresì l'appello sulle decisioni dei Tribunali regionali.
Nel 1933 in sede di riordino la normativa venne consolidata regio decreto 11 dicembre 1933 n. 1775, recante Testo unico sulle acque e impianti elettrici e RD 8 ottobre 1931 n. 1604 recante Testo unico delle leggi sulla pesca; in particolare gli artt. 138 e 139. Inoltre, lo stesso art. 138 predetto definì i Tribunali regionali quali Sezioni della Corte di appello, di tipo specializzato, costituite da magistrati della Corte di appello, a cui sono aggregati tre funzionari del Genio civile.
Nel 2002 la Corte costituzionale con la sentenza n. 305/2002 ha ritenuto incostituzionali gli articoli 139 e 143, comma 3 del T.U. acque in quanto non prevedono la nomina di uno o più supplenti, nell'ipotesi di astensione di uno dei componenti titolari, e con la sentenza n. 353/2002 la Corte ha dichiarato l'illegittimità costituzionale della composizione dei tribunali regionali relativamente alla partecipazione al collegio giudicante di uno dei tre tecnici, già funzionari del genio civile.

## Competenza
La competenza dei Tribunali regionali delle Acque Pubbliche in materia di diritti soggettivi sussiste anche per le controversie relative alle acque pubbliche sotterranee e per quelle concernenti la ricerca, l'estrazione e l'utilizzazione delle acque sotterranee nei comprensori soggetti a tutela sempre che le controversie interessino la pubblica amministrazione. Ai sensi dell'art. 142 T.U. acque, delle controversie intorno alla demanialità delle acque, circa i limiti dei corsi o bacini loro alvei e sponde; controversie aventi ad oggetto qualunque diritto relativo alle derivazioni e utilizzazioni di acqua pubblica; controversie riguardanti la occupazione totale o parziale, permanente o temporanea di fondi e le conseguenti indennità; controversie per risarcimenti di danni dipendenti da qualunque opera eseguita dalla pubblica amministrazione; ricorsi previsti dagli artt. 25 e 29 del T.U. pesca.

## Composizione
Il tribunale è composto da una Sezione della Corte d'Appello designata dal Primo Presidente, alla quale sono aggregati tre funzionari del Genio civile che durano in carica cinque anni e possono essere riconfermati; la decisione è presa con l'intervento di tre votanti, uno dei quali deve essere funzionario del Genio civile.

## Suddivisione territoriale
I Tribunali regionali delle Acque Pubbliche sono in numero di otto ed hanno sede presso le Corti d'Appello di Torino, Milano, Venezia, Firenze, Roma, Napoli, Palermo e Cagliari. 
Questa la competenza territoriale: 
- Tribunale regionale delle acque pubbliche di Torino: per i distretti delle Corti d'appello di Genova e Torino (Piemonte, Valle d'Aosta e Liguria);
- Tribunale regionale delle acque pubbliche di Milano: per i distretti delle Corti d'appello di Brescia e Milano (Lombardia);
- Tribunale regionale delle acque pubbliche di Venezia: per i distretti delle Corti d'appello di Bolzano, Trento, Trieste e Venezia (Trentino-Alto Adige, Friuli-Venezia Giulia e Veneto);
- Tribunale regionale delle acque pubbliche di Firenze: per i distretti delle Corti d'appello di Bologna e Firenze (Emilia-Romagna e Toscana);
- Tribunale regionale delle acque pubbliche di Roma: per i distretti delle Corti d'appello di Ancona, L'Aquila, Perugia e Roma (Abruzzo, Marche, Umbria e Lazio);
- Tribunale regionale delle acque pubbliche di Napoli: per i distretti delle Corti d'appello di Bari, Campobasso, Catanzaro, Lecce, Napoli, Potenza, Reggio Calabria e Salerno (Molise, Basilicata, Calabria, Campania e Puglia);
- Tribunale regionale delle acque pubbliche di Palermo: per i distretti delle Corti d'appello di Caltanissetta, Catania, Messina e Palermo (Sicilia);
- Tribunale regionale delle acque pubbliche di Cagliari: per i distretti delle Corti d'appello di Cagliari, Sassari (Sardegna).

Sulle loro decisioni decide in grado di appello il Tribunale Superiore delle acque pubbliche.

## Proposte di riforma
La previsione dei predetti Tribunali è piuttosto datata. Essi sono strutturati con norme ancorate al codice di procedura civile del 1865 con un numero di controversie piuttosto irrisorio rispetto al normale carico degli altri organi giurisdizionali .
La struttura giudiziaria era prevista per situazioni aventi tanto diritti soggettivi che interessi legittimi quando ancora non erano stati previsti i giudici amministrativi (il TAR). Le sentenze della Corte costituzionale del 2002, come predetto, hanno poi reso chiara la sua posizione.
La giurisdizione speciale è stata più volte oggetto di tentativi di revisione: come il progetto di riforma presentato dalla Commissione Ferrati, nel 1973; dalla Commissione Palazzolo, nel 1990; il disegno di legge recante: "Abolizione dei tribunali regionali e del Tribunale Superiore delle acque pubbliche" approvato dal Consiglio dei ministri del 6 settembre 2002, da parte del Governo Berlusconi II. Nessuno dei predetti tentativi è mai approdato in Parlamento. L'unico che sia stato discusso dall'assemblea legislativa è il decreto legge n. 251 dell'11 novembre 2002, recante Misure urgenti in materia di amministrazione della giustizia, il capo I, articoli da 1 a 4, prevedendo l'abolizione dei Tribunali regionali e del Tribunale superiore delle acque pubbliche, non viene convertito in questa parte, ma solo per la restante. Solo con la legge 26 febbraio 2004 n. 45, relativa alla conversione in legge del decreto legge 24 dicembre 2003, n. 354, si provvedeva a riformare gli artt. 139 e 140 del TU acque nel senso auspicato dalla Corte costituzionale: il collegio è integrato da tre esperti, iscritti nell'albo degli ingegneri e nominati con decreto del Ministro della giustizia in conformità alla deliberazione del Consiglio superiore della magistratura su proposta del presidente della Corte di appello o del Presidente del Tribunale Superiore, a seconda del tribunale interessato. Viene modificata la struttura del collegio del Tribunale delle acque, che ora decide con l'intervento di tre votanti, tra i quali uno degli esperti ingegneri .